# Ichchhapor
Ichchhapor è una suddivisione dell'India, classificata come census town, di 8.291 abitanti, situata nel distretto di Surat, nello stato federato del Gujarat. In base al numero di abitanti la città rientra nella classe V (da 5.000 a 9.999 persone).

## Geografia fisica
La città è situata a 21° 11' 33 N e 72° 44' 18 E.

## Società

### Evoluzione demografica
Al censimento del 2001 la popolazione di Ichchhapor assommava a 8.291 persone, delle quali 4.644 maschi e 3.647 femmine. I bambini di età inferiore o uguale ai sei anni assommavano a 1.069, dei quali 584 maschi e 485 femmine. Infine, coloro che erano in grado di saper almeno leggere e scrivere erano 6.575, dei quali 3.851 maschi e 2.724 femmine.